# Bonne ville (principauté de Liège)
 (décembre 2019).
Si vous disposez d'ouvrages ou d'articles de référence ou si vous connaissez des sites web de qualité traitant du thème abordé ici, merci de compléter l'article en donnant les références utiles à sa vérifiabilité et en les liant à la section « Notes et références ».
Pour les articles homonymes, voir Bonne ville et Bonne ville du Premier Empire.
Les Bonnes villes liégeoises étaient les localités les plus importantes de la principauté de Liège. Elles envoyaient des représentants au Tiers état (généralement 2), pouvaient s'entourer d'un mur d'enceinte (avec l'obligation d'en défendre l'accès) et ériger un perron.
Ce statut n'est pas à confondre avec celui de bonne ville en France, lors de l'Ancien Régime.

## Rôle politique
Après la Paix de Fexhe en 1316, le pouvoir législatif du pays fut partagé entre le prince et les 3 États. Cette assemblée était appelée Sens du pays :
- le Chapitre de la Cathédrale (État primaire)
- l'État noble
- le tiers état.

Les « Journées d'État » duraient 10 jours, et se tenaient ordinairement deux fois par an. Pour qu'une proposition du souverain devienne loi, chacun des 3 États devait l'accepter. D'où le rôle prépondérant des bonnes villes, le tiers état jouant un rôle analogue au Parlement d'une monarchie parlementaire.
Ce pouvoir fut encore renforcé le 2 décembre 1373 et la Paix des XXII : les fonctionnaires et conseillers du prince étaient responsables devant le Tribunal des XXII, dont les décisions étaient souveraines. Ce Tribunal était composé de 4 chanoines du Chapitre, 4 chevaliers et 14 représentants des bonnes villes.
Le système des Trois États perdura jusqu'au 7 décembre 1792, lorsqu'il fut remplacé, en pleine Révolution liégeoise, par une assemblée unique : la Convention nationale liégeoise (élue au suffrage universel direct).

## Liste des 23 bonnes villes

Bonnes villes de la principauté de Liège.

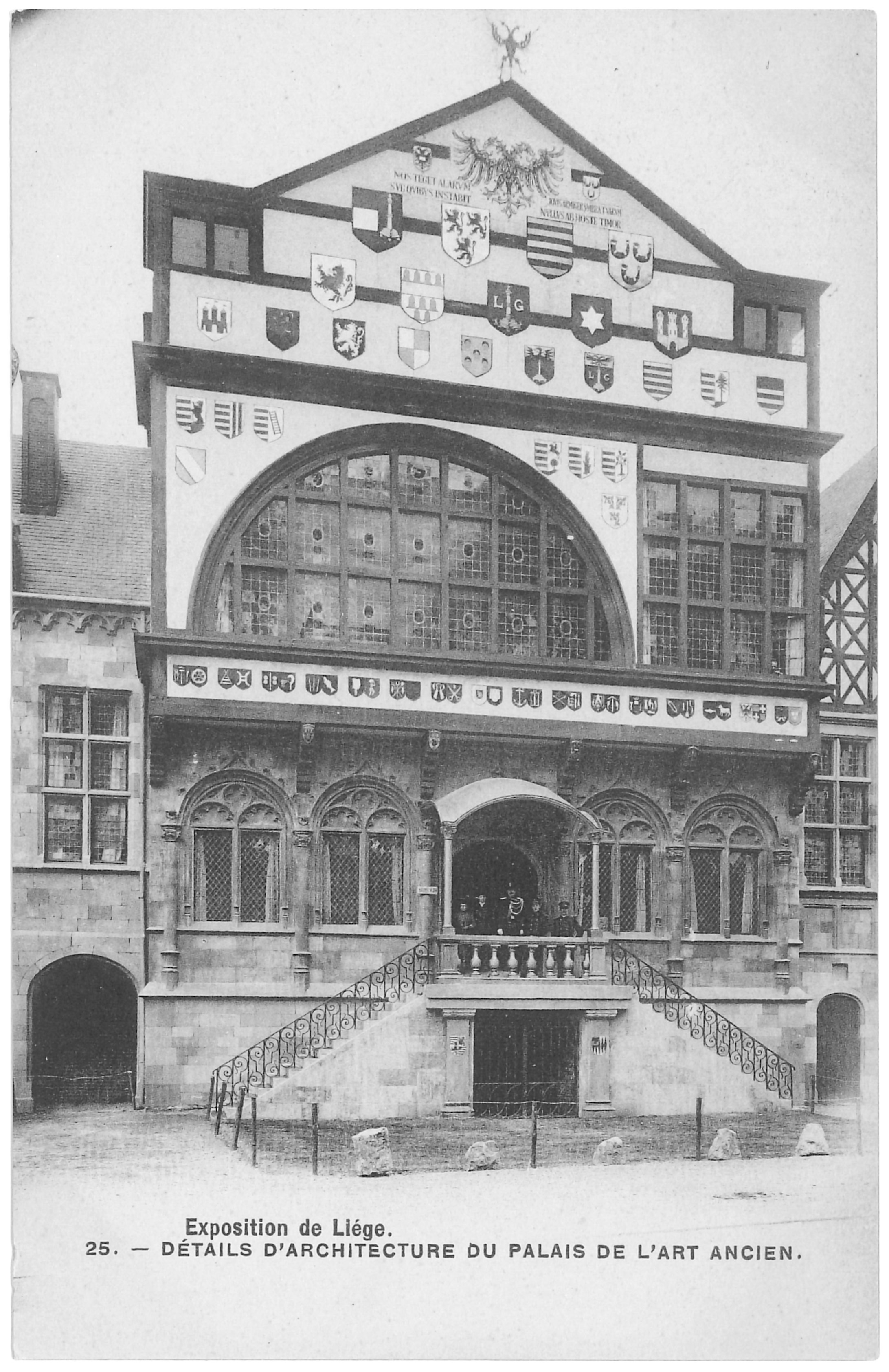
Les blasons des bonnes villes sur la façade de l'ancien Hôtel de ville de Liège la Violette reconstituée pour l'Exposition universelle de Liège de 1905

Au nombre de 21 au début des temps modernes, leur nombre fut définitivement fixé à 23 en 1651. On comptait parmi elles 12 villes thioises et 11 villes françoises (romanes ou wallonnes).
Le territoire de la principauté était divisé en quartiers (5 en banlieue liégeoise et 10 hors-banlieue). La liste ci-après indique ce quartier, ainsi que le nombre de sièges au Tribunal des XXII et la province belge actuelle où se trouve la ville. L'ordre correspond à celui de préséance, c'est-à-dire l'ordre d'ancienneté dans l'obtention du titre de bonne-ville,.
| Ville            | Nom en néerlandais | Quartier              | Langue  | Sièges au tribunal des XXII | Province actuelle | Blason |
| ---------------- | ------------------ | --------------------- | ------- | --------------------------- | ----------------- | ------ |
| Liège (Capitale) | Luik               |                       | romane  | 4                           | Liège             |        |
| Tongres          | Tongeren           | Hesbaye               | thioise | 1                           | Limbourg          |        |
| Huy              | Hoei               | Condroz               | romane  | 2                           | Liège             |        |
| Dinant           | Dinant             | Amont                 | romane  | 2                           | Namur             |        |
| Ciney            | Ciney              | Condroz               | romane  |                             | Namur             |        |
| Thuin            | Thuden             | Entre-Sambre-et-Meuse | romane  | 1                           | Hainaut           |        |
| Fosses-la-Ville  | Fosses-la-Ville    | Entre-Sambre-et-Meuse | romane  | 1                           | Namur             |        |
| Couvin           | Couvin             | Entre-Sambre-et-Meuse | romane  |                             | Namur             |        |
| Châtelet         | Châtelet           | Entre-Sambre-et-Meuse | romane  |                             | Hainaut           |        |
| Saint-Trond      | Sint-Truiden       | Looz                  | thioise | 1                           | Limbourg          |        |
| Visé             | Wezet              | Hesbaye               | romane  |                             | Liège             |        |
| Waremme          | Borgworm           | Hesbaye               | romane  |                             | Liège             |        |
| Looz             | Borgloon           | Looz                  | thioise | 1                           | Limbourg          |        |
| Hasselt          | Hasselt            | Looz                  | thioise | 1                           | Limbourg          |        |
| Maeseyck         | Maaseik            | Looz                  | thioise |                             | Limbourg          |        |
| Bilsen           | Bilzen             | Looz                  | thioise |                             | Limbourg          |        |
| Béringue         | Beringen           | Looz                  | thioise |                             | Limbourg          |        |
| Herck-la-Ville   | Herk-de-Stad       | Looz                  | thioise |                             | Limbourg          |        |
| Brée             | Bree               | Looz                  | thioise |                             | Limbourg          |        |
| Stockheim        | Stokkem            | Looz                  | thioise |                             | Limbourg          |        |
| Hamont           | Hamont             | Looz                  | thioise |                             | Limbourg          |        |
| Peer             | Peer               | Looz                  | thioise |                             | Limbourg          |        |
| Verviers         | Verviers           | Franchimont           | romane  |                             | Liège             |        |

Deux autres villes avaient des statuts particuliers par rapport à la principauté et/ou au prince-évêque. Elles n'avaient pas le statut de bonne ville car elles n'envoyaient pas de représentants au tiers état de la principauté.
| Ville      | Statut | Actuellement         | Blason |
| ---------- | --- | -------------------- | ------ |
| Maastricht | Double juridiction (avec le Duché de Brabant puis les Provinces-Unies)                                                         | Limbourg néerlandais |        |
| Bouillon   | Le prince-évêque de Liège fut a titre personnel Duc de Bouillon mais le duché a toujours été indépendant de la principauté[3]. | Luxembourg belge     |        |